# USS General M. C. Meigs (AP-116)
USS General M. C. Meigs foi um navio de transporte de tropas da Marinha dos Estados Unidos que foi usado na Segunda Guerra Mundial e na Guerra da Coréia.
Sua denominação era um homenagem ao militar Montgomery Cunningham Meigs (1816-1892).

## História
Construído em 1943 e lançado em 13 de março de 1944, foi adquirido pela Marinha em junho de 1944. O AP-116 foi um dos navios de transporte que levou três escalões da Força Expedicionária Brasileira do Rio de Janeiro para a Itália, entre setembro de 1944 e fevereiro de 1945, fazendo também o transporte de prisioneiros alemães entre a Itália e os Estados Unidos.
A partir de 1946, foi utilizado como navio civil no transporte de passageiros no Pacífico até 1950, quando novamente é utilizado para o transporte de tropas, agora na Guerra da Coreia. Pelos seus serviços neste conflito, a embarcação foi honrada com seis estrelas de batalha.
Em 1955 foi transferido para a administração da marinha e em 1959 para a National Defense Reserve Fleet em Olympia, Washington.
Em 1972 o General M.C. Meigs encalhou quando estava sendo rebocado para San Francisco, Califórnia, sendo necessário o seu desmonte. Neste acidente, ocorreu o derrame de 2,3 milhões de galões de óleo pesado ao mar.